# Люсьєн Обей
Люсьєн Обей (фр. Lucien Aubey, нар. 24 травня 1984, Браззавіль) — французький і конголезький футболіст, що грав на позиції захисника.
Виступав, зокрема, за клуб «Тулуза», а також національну збірну Конго.

## Клубна кар'єра
У дорослому футболі дебютував 2001 року виступами за команду «Тулуза», в якій провів шість сезонів, взявши участь у 152 матчах чемпіонату. Більшість часу, проведеного у складі «Тулузи», був основним гравцем захисту команди.
Згодом з 2007 по 2012 рік грав у складі команд «Ланс», «Портсмут», «Ренн», «Сівасспор» та «Реймс».
Завершив ігрову кар'єру у команді «Олімпіакос», за яку виступав протягом 2012—2013 років.

## Виступи за збірні
Залучався до складу молодіжної збірної Франції.
У 2009 році дебютував в офіційних матчах у складі національної збірної Конго.
Загалом протягом кар'єри в національній команді, яка тривала 2 роки, провів у її формі 5 матчів.